# CARMA
CARMA (カルマ、Combined Array for Research in Millimeter-wave Astronomy) は、アメリカ合衆国カリフォルニア州にある電波望遠鏡である。23台のパラボラアンテナを電波干渉計として機能させる。

## 概要
CARMAは、カリフォルニア工科大学が運用していたオーウェンズバレー電波天文台(OVRO)と、カリフォルニア大学バークレー校・イリノイ大学・メリーランド大学連合 (Berkeley-Illinois-Maryland-Association: BIMA) が運用していたハットクリーク電波天文台、さらにスニヤエフ・ゼルドビッチ・アレイのアンテナを一か所に移設・統合する形で誕生した。この経緯を反映して、CARMAは3種類のパラボラアンテナからなる。
- 口径10.4mアンテナ:オーウェンズバレーで運用されていた6台
- 口径6.1mアンテナ:ハットクリークで運用されていた9台
- 口径3.5mアンテナ:スニヤエフ・ゼルドビッチ・アレイの8台

CAMRAは、カリフォルニア州東部のイニョー山地、標高2196mのところに設置されている。このように高い標高の土地に電波望遠鏡を設置するのは、地球の大気に含まれる水蒸気によって電波が吸収されたり位相がずれたりするのを避けるためである。
CARMAの定常観測は2007年1月から開始されている。アタカマ大型ミリ波サブミリ波干渉計(ALMA)がチリに建設されるまで、CARMAはミリ波帯の電波を観測することができる電波干渉計としては、集光力及び解像度において世界で最も強力な施設である。
観測可能波長は、7mm、3mm、1.3mmである。これらの波長域は星間分子が放射する電波の観測に適しており、宇宙で2番目に存在量の多い星間分子である一酸化炭素が放射する電波も波長3mmおよび1.3mm帯にある。最も存在量の多い分子は水素分子であるが、対称二原子分子であるため双極子モーメントがゼロであり、回転遷移による電波は放射されない。このため、一酸化炭素分子が放射する電波は星間物質の観測にとって重要な役割を果たしている。

## 参加大学
CARMAは以下の大学の連合体によって運用されている。
- カリフォルニア大学バークレー校電波天文学研究所
- カリフォルニア工科大学
- シカゴ大学
- イリノイ大学アーバナ・シャンペーン校天文学画像研究所
- メリーランド大学カレッジパーク校ミリ波天文学研究所